# Parque Estadual de Campos do Jordão
O Parque Estadual de Campos do Jordão (PECJ) é uma unidade de conservação brasileira de proteção integral da natureza localizada na Serra da Mantiqueira e conhecido regionalmente como Horto Florestal, foi criado pela Lei Estadual nº 11.908, de 27 de março de 1941.
É um dos 29 parques do estado de São Paulo destinados à observação da natureza. Foi a primeira Unidade de Conservação a ser implantada no Estado de São Paulo, tendo sido o primeiro parque brasileiro a possuir um Plano de Manejo. Está localizado no Cone Leste do estado, no município de Campos do Jordão e se estende por uma área de aproximadamente 8 341 hectares.

## Características
A Serra da Mantiqueira é predominante no local, com relevo bastante acidentado e inúmeras nascentes de água.
Estão identificados no parque as seguintes fitofisionomias: Floresta ombrófila mista alto-montana (Mata de Araucária), Floresta ombrófila densa alto-montana (Mata nebular) e Campos de altitude.

## Trilhas
O parque conta com cinco trilhas auto-guiadas:
- Trilha da Cachoeira, caminho com 4 500 m, passando pelo córrego e cachoeira do Galharada e Estação de Truticultura e Salmonicultura do Instituto de Pesca.[4]
- Trilha Quatro pontes, caminho com 1 000 m, com destaque para duas pontes pênseis.
- Trilha do Rio Sapucaí, percurso com 2 600 m, observação das corredeiras do  Rio Sapucaí e araucárias centenárias.
- Trilha celestina com 8 500 m de extensão, passando pela Mata Atlântica  e Campos de Altitude chegando a uma altitude de 1 905, só pode ser percorrida com o acompanhamento de monitores.
- Trilha dos campos, caminho com 3 000 m, acompanhando o vale do  Rio do Meio.

## Flora e fauna

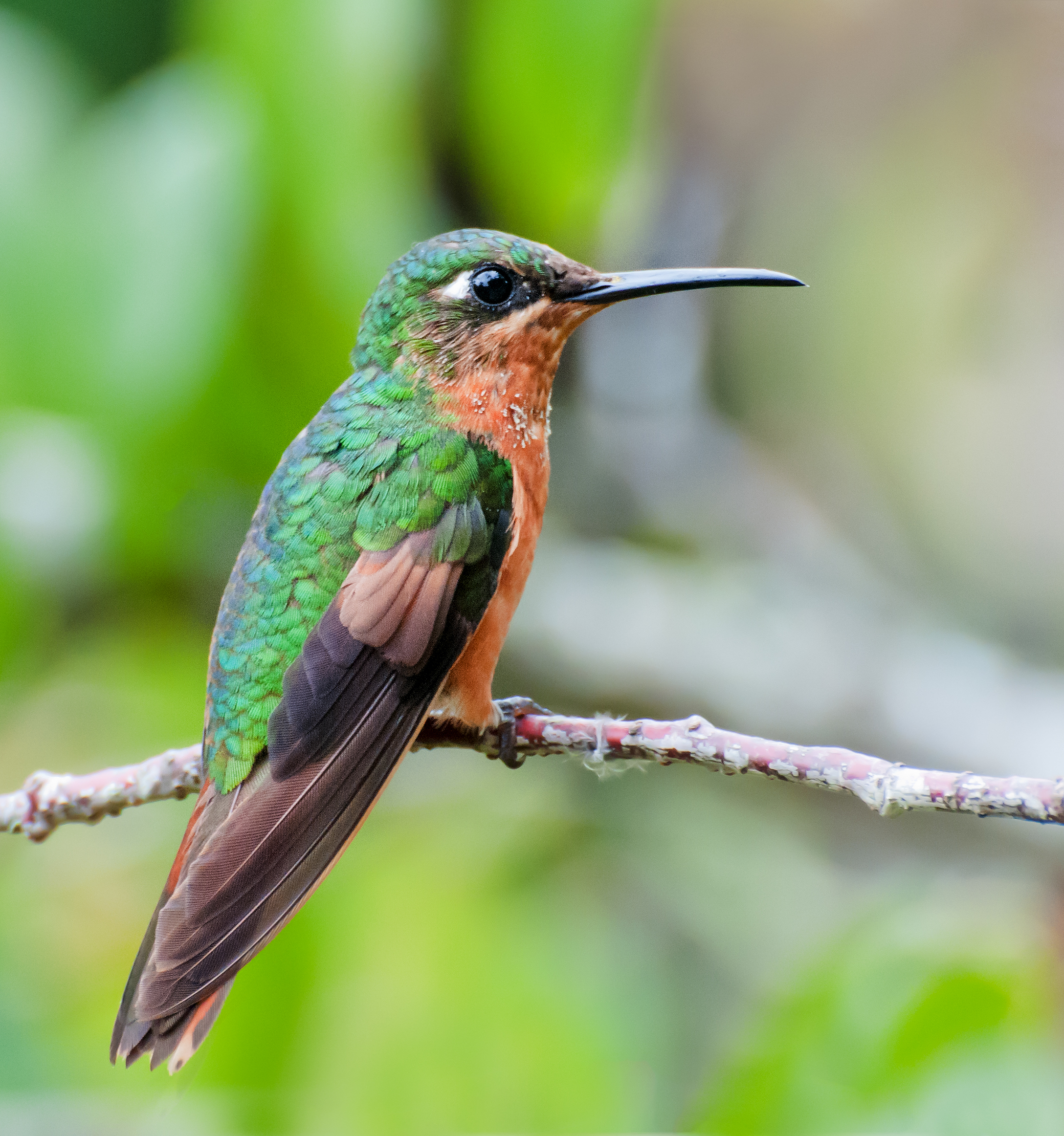
Beija-flor rubi brasileiro (Clytolaema rubricauda), Parque Estadual Campos do Jordão.

Foram catalogados na região 843 espécies de plantas, sendo a Araucaria angustifolia a árvore símbolo do Parque. Estão presentes no local 63 espécies de mamíferos erre eles a onça suçuarana; 165 espécies de aves, 98 espécies da  répteis e anfíbios e 9 espécies de peixes,